# Zenon Szewczyk
Zenon Szewczyk (ur. 1 grudnia 1927, zm. 26 lipca 2013) – polski lekarz, nefrolog, prof. dr hab. n. med.
Absolwent z 1955 Wydziału Lekarskiego Akademii Medycznej we Wrocławiu, z którą następnie był związany przez całą karierę naukową uzyskując w niej kolejne stopnie i tytuły naukowe: doktora medycyny (1963), dr hab. nauk medycznych (1970), prof. nadzwyczajnego (1976), prof. zwyczajnego (1987). Piastował stanowiska prorektora do spraw nauki Akademii Medycznej we Wrocławiu w latach 1987-1990 oraz kierownika Katedry i Kliniki Nefrologii w latach 1970-1998. Był członkiem honorowym Towarzystwa Internistów Polskich i Polskiego Towarzystwa Nefrologicznego.

## Odznaczenia
- Krzyż Kawalerski Orderu Odrodzenia Polski
- Złoty Krzyż Zasługi
- Medal "Za zasługi dla obronności kraju"
- Medal 30-lecia Polski Ludowej
- Medal 40-lecia Polski Ludowej
- Odznaka tytułu Zasłużony Nauczyciel PRL
- Odznaka "Za wzorową pracę w służbie zdrowia"
- Odznaka "Zasłużony dla Dolnego Śląska"
- Odznaka "Zasłużony dla Województwa Wrocławskiego i Miasta Wrocławia"